# دیباچه‌ی نوین شاهنامه
دیباچه‌ی نوین شاهنامه فیلم‌نامه‌ای فیلم‌نشده از بهرام بیضایی است، نوشته به سالِ ۱۳۶۵.

## داستان
مردانی جسدی بر دوش به سویی روانند. مردِ دانشمند با مریدان می‌رسد و نمی‌گذارد جسد در گورستانِ مسلمانان دفن شود. ایشان که جسد را می‌برند به بیرونِ توس می‌برند و بیرونِ دیوار خاکش می‌کنند و از ترسِ تهمت می‌روند. راوی و پسرزاده‌اش، که خبر شده‌اند، به خاکش می‌شتابند و مویه می‌کنند. هنگامِ غروب دروازه‌بانان بوق می‌زنند، راوی و پسرزاده از دروازه می‌گذرند و دروازه بسته می‌شود. شب‌هنگام مردِ دانشمند سر تا پا در آتش می‌سوزد و نعره‌کشان در کوی می‌دود و مردم بیرون می‌ریزند و نگاهش می‌کنند، و دیوارِ توس پشتِ گورِ مرده فرومی‌ریزد. مردم با چراغ به سوی گور می‌روند و دیوارِ فروریخته را می‌بینند. راوی می‌رسد. غریبه‌هایی که مرده را خاک کرده بودند از راوی می‌شنوند که این که به خاک سپرده‌اند فردوسی بوده است؛ و می‌نالند که به دیدارش به توس آمده بودند، و خود نمی‌دانستند که فردوسی را در خاک کرده‌اند. دخترِ فردوسی از میانِ دیوارِ ریخته پیدا می‌شود و به آوایی غریب با خود می‌نالد. سوارانِ سلطان در جستجوی فردوسی سرمی‌رسند، و درمی‌یابند که او مرده، و دورِ گورش به خشم نیزه می‌کارند و اردو می‌زنند، چشم به راهِ فرمانِ سلطان. صحاف و همسایه و راوی و دیگر آشنایانِ فردوسی نیز گردآمده‌اند و نیز مریدانِ مردِ دانشمند که با فردوسی بر سرِ ستیزند. و هر یک از یاران به یاد می‌آورد که از فردوسی چه‌ها دیده و چه حالت‌ها بر وی رفته. صحنه‌هایی از گذشتهٔ فردوسی و نیز از دورانِ باستانی که فردوسی سروده آغاز می‌شود؛ و هر کس یادها دارد که به چشمِ دل می‌بیند، و در فاصلهٔ هر یاد تصویرِ گورِ فردوسی می‌آید و اردوی سپاهیان و جمعِ سوگواران و کبوترانی که آنجا می‌پرند، یا صحنه‌ای به مناسبت از داستانی از داستان‌های شاهنامه، از رستم و اسفندیار و سهراب و تهمینه و سیاوش و بیژن و منیژه و رودابه و زال و دیگرها.
در یادِ یاران می‌گذرد فردوسی که با اهلِ خانه بگومگو دارد . . . فردوسی که شعرِ دقیقی را به صحافی برده . . . راویِ جوان که شعرِ گم‌شدهٔ فردوسی را در شهر می‌خواند . . . فردوسی که با والی‌های پیاپی سرِ ناسازگاری دارد . . . فردوسی که در جستجوی دفترهای کهن به دیدارِ کوه‌نشینانِ فراری می‌رود . . . اهلِ توس که در دیگر شدنِ حکومت به جانِ همدیگر افتاده‌اند و فردوسی می‌نکوهدشان . . . عامل که به خاطرِ آسان گرفتن به فردوسی از بهرِ خویش دشمنانِ قدرتمند می‌تراشد و ناگزیر از کناره‌گیری می‌شود . . . فردوسی که با مرگ مذاکره می‌کند . . . راوی که شاهنامه می‌خواند و به سرش چوب می‌خورد . . . فردوسی که مرگِ پسر می‌بیند و مویه نمی‌کند . . . فردوسی که به بهانهٔ عرضهٔ شعرش به پیشگاهِ سلطان احضار می‌شود . . . خانهٔ فردوسی که به آتشش می‌کشند، ولی فردوسی دفترها و نوشته‌ها را به درمی‌برد، ولی زبانِ دخترکش از ترس بسته می‌شود . . . نامهٔ فردوسی که، پیش از فرستادن نزدِ سلطان، نزدِ والی خوانده می‌شود و ترس به جانِ دیوانیان می‌افکند . . . زنِ فردوسی که در غمِ پسر و دخترش پریشان و سرگشته می‌شود و سرانجام می‌میرد . . . فردوسی که سوی چشمش کاستی می‌گیرد و شیشه‌ها می‌آزماید بهتر دیدن را . . . نامه که از سلطان می‌رسد و فردوسی را می‌خواهد تا شعرش را بسنجند، که یا بسوزند، یا به گنج‌خانهٔ شاهی سپارند . . . فردوسی که، چون خبرش می‌رسد که سپاهیان از غزنه و بغداد در پیِ او راهیِ توس شده‌اند، دختر را جایی نهان می‌کند و کتابش را برمی‌گیرد و به بارگاهِ طبرستان می‌شتابد و آنجا هم از پذیرفتنش پروا می‌کنند و از او می‌خواهند که شاهنامه به نامِ سلطان کند تا جان و کتاب هر دو به دربَرَد . . . فردوسی که در توفان و تاریکی راه می‌سپارد و باد را به جای هر چه هست نفرین می‌کند و دریغ می‌خورد و کتابش را در باد می‌پراکند . . . فردوسی که آنگاه که توفان می‌خوابد به میدانی در توس می‌رسد و کسانی که نمی‌شناسندش به گِردش جمع می‌شوند و می‌گویند که توفان سپاهِ سلطان را پریشان ساخت و فردوسی را نیافتند و رفتند و فردوسی از ایشان درمی‌خواهد که آنجا به خاکش سپارند و بر زمین می‌خوابد و می‌میرد . . . .
رئیسِ سواران به سخن می‌آید که سلطان از آزردنِ فردوسی پشیمان بوده، و پیکِ سلطان با فرمان می‌رسد که گور زرباران شود و زر به دخترِ فردوسی رسد، و نیزه‌ها از دورِ گور برچیده می‌شود و دختر زبان می‌گشاید که زر نریزند، و به جایش پلِ شکستهٔ توس را بسازند. همه سر به خاک می‌سایند، مریدِ زشت‌رویِ مردِ دانشمند خود را نگهبانِ گور می‌خواند، و دختر راست می‌ایستد و کبوتران به پرواز درمی‌آیند.

## متن
بیضایی این فیلم‌نامه را در تابستانِ ۱۳۶۵ نوشت. کتابش نخستین بار در پاییزِ ۱۳۶۹ به وسیلهٔ انتشاراتِ روشنگران با طرحِ جلدی کارِ آیدین آغداشلو منتشر شد. بریده‌ای از این فیلم‌نامه به سالِ ۱۳۸۵ در شمارهٔ ۹ مجلّهٔ رودکی نیز چاپ شده است.
سالِ ۱۳۷۶ نوارِ صوتیِ این فیلم‌نامه با صدای محمّدرضا پورابریشم برای نابینایان منتشر شد.

## به زبان‌های دیگر
پری شیرازی دیباچه‌ی نوین شاهنامه را به انگلیسی درآورده و با نامِ "A New Prologue to the Shahnameh" در کتابِ Sohrab's Wars منتشر کرده است:
- Khorrami, Mohammad Mehdi; Shirazi, Pari, eds. (2008). Sohrab's Wars: Counter Discourses of Contemporary Persian Fiction, A Collection of Short Stories and a Film Script. Costa Mesa: Mazda Publishers. ISBN 978-1-56859-224-4.